# Éric Postaire
 (mars 2024).
Éric Postaire, né le 23 mars 1957 à Cherbourg, est un pharmacien français. Il œuvre pour le réenchantement des sciences. C'est ainsi qu'il a été l’acteur essentiel de la constitution du Centre d'Interprétation du Patrimoine Terre de Louis Pasteur dans le Jura en 2012.

## Biographie

### Famille
Éric Postaire est le fils de Janine et Pierre et le frère cadet de Michel Postaire. Il est marié avec Martine et a deux enfants, Benjamin et Romain. Ses parents ont quitté Cherbourg pour s'installer en région parisienne quand il n'avait que trois ans. 

### Études et carrière
Il a fait sa scolarité à Vanves au Lycée Michelet où il passe un Bac C en 1975 avant de s'engager vers des études de pharmacie à la Faculté de pharmacie Chatenay-Malabry (Université Paris Sud), puis s'orienter vers une carrière hospitalière (comme interne puis praticien hospitalier) et se spécialiser en pharmacochimie par l'obtention d'un doctorat es sciences pharmaceutiques en 1986.
Pendant son internat de pharmacie (début des années 1980), puis comme praticien des Hôpitaux à Paris, Éric Postaire s’oriente vers la pharmacie clinique alors que son doctorat ès sciences en pharmacochimie (1986) complète cette orientation par une activité de laboratoire en chimie.
Il a un parcours professionnel plutôt éclectique comme pharmacien des hôpitaux et maître de conférences en pharmacie clinique à l’Université Paris XI dans les années 1980-90, ainsi que dans le secteur industriel pendant environ dix ans (directeur recherche et développement dans la société Oenobiol), puis au sein du Groupe Danone, comme directeur de recherche en santé-nutrition et enfin dans une filiale de l’Institut Pasteur (PasteurMed) comme directeur médical.
Il a ensuite rejoint en 2003 l’Institut national de la santé et de la recherche médicale (Inserm) comme directeur du département de recherche clinique et thérapeutique, puis au sein de la direction générale de la recherche et l'innovation au ministère de l'Enseignement supérieur et de la recherche. 
Professeur à l’ISEAM (Institut supérieur d’études en alternance du management) du Groupe HEMEA (Haut enseignement du management en alternance) jusqu'en 2018, élu membre correspondant national, en 2012 puis membre titulaire en 2015 à l’Académie nationale de pharmacie, sciences physiques et chimiques, ancien auditeur de l'Institut des hautes études en sciences et technologie de la promotion 2011-2012, il a été conseiller des secrétaires perpétuels et directeur de la prospective de l'Académie des sciences de 2010 à 2023. Depuis le 1er mars 2023, il est retraité.

## Apport scientifique
Éric Postaire a développé des axes de recherche en pharmacie clinique,,en direction de la méthodologie clinique pour la recherche thérapeutique sur le médicament et d’approches médicales spécifiques telles que : l’hémodialyse,, le matériel médical, la nutrition entérale et parentérale,. Il a mis en place parallèlement une recherche fondamentale dont les résultats ont permis d’établir des relations entre le stress oxydatif et les fonctions immunitaires,. 
En 2003, il rejoint l'Inserm pour mettre en place le département de recherche clinique au  siège de l'institut sous la direction de Christian Bréchot où il a pu développer le réseau national des centres d'investigations clinique er des Centres de Ressources Biologiques (Biobanques) , les activités de promoteur de recherche clinique de l'Inserm en lien avec le comité d'orientation stratégique et de suivi des essais cliniques (Cossec), les biothérapies dans les unités Inserm, etc. En 2007, il a participé à la mise en place des réseaux thématiques de recherche et de soins (RTRS) à partir de la direction générale de la recherche et de l'innovation du ministère de l'Enseignement supérieur et de la Recherche.
En 2010, il rejoint  l'Académie des sciences où il est conseiller des Secrétaires perpétuels et a participé à la création en octobre 2011 de la fondation de coopération scientifique : Fondation pour l'éducation à la science La main à la pâte alors présidée par Pierre Léna. 
Il a été le délégué du président de la fondation Maison de Louis Pasteur. Il a élaboré le projet de Centre d'interprétation du patrimoine « Terre de Louis Pasteur » en lien avec le Conseil général du Jura et les communes de Dole et Arbois, devenu un Établissement public de coopération culturelle (EPCC) en janvier 2014.
Il a dirigé la prospective partenariale de l'Académie des sciences notamment dans le cadre du programme pour un Universalisme scientifique  initié sur ses recommandations en juin 2014.

## Publications
- Les Matières plastiques à usage pharmaceutiques. Lavoisier, 1991 (coordination)
- Les Épidémies du XXIe siècle, L’Âge d'Homme, 1997
- La Santé est dans votre assiette, Hachette, 2001.
- L'Enfant et les écrans, Avis de l'Académie des sciences, Le Pommier, 2013 (secrétaire de rédaction).
- Les origines du vivant. Folio Essai. codirection de l'ouvrage avec Roland Douce, 2017.

## Prix et distinctions
- Expert analyste depuis 1984
- Lauréat du prix annuel de l'Académie nationale de pharmacie (1985)
- Lauréat du prix annuel de recherche en pharmacie hospitalière (1987)
- Membre de la New York Academy of Science depuis 1992 [22]
- Expert pharmaceutique à l'Agence française du médicament (1994)
- Membre de l'Association américaine pour l'avancement de la science depuis 1994
- Nommé vice-président de l’Académie mondiale des technologies biomédicales de l’UNESCO en 1999
- Inscrit parmi les Barons 500 du Who’s Who 500 en 1999[23]
- Membre correspondant national en 2012 puis membre titulaire en mars 2015 à l'Académie nationale de pharmacie [8]
- Chevalier de l'ordre des Palmes Académiques en 2013 puis officier en 2023.
- Award of the International Society of Antioxidants for his scientific and medical  contribution. June 2019.